# Herb Toszka
Herb Toszka – jeden z symboli miasta Toszek i gminy Toszek w postaci herbu.

## Wygląd i symbolika
Herb dwudzielny w słup przedstawia na (heraldycznie) lewym błękitnym polu pół złotego orła; na polu prawym sześcioramienną gwiazdę, obok gwiazdy pół klucza.
Orzeł oznacza, że Toszek należał do tzw. miast książęcych. Gwiazda w symbolice chrześcijańskiej jest atrybutem apostołów i nawiązuje do pierwszego patrona miejscowego kościoła parafialnego – św. Piotra, którego atrybutem jest klucz.